# Andrew Kelly
Andrew Kelly (4 de abril de 1982) es un deportista estadounidense que compitió en remo como timonel. Ganó una medalla de oro en el Campeonato Mundial de Remo de 2003, en la prueba de dos con timonel.

## Palmarés internacional
| Campeonato Mundial | Campeonato Mundial | Campeonato Mundial | Campeonato Mundial |
| Año                | Lugar              | Medalla            | Prueba             |
| ------------------ | ------------------ | ------------------ | ------------------ |
| 2003               | Milán (Italia)     | Medalla de oro     | Dos con timonel    |